# Jestem dilerem
Jestem dilerem − ostatni singiel promujący album pt. Jesteś jaki jesteś zespołu Łzy. Do singla powstał propagandowy teledysk, którego wątkiem jest przeciwdziałanie narkomanii.

## Spis utworów
1. Jestem dilerem sł. i muz. Łzy  3:15
2. Bez sensu, nieważne sł. i muz. Łzy  3:01